# Egidio Bullesi
Pour les articles homonymes, voir Bulešić.
Egidio Bullesi, Egidije Bulešić en croate et en religion Ludovico, (né le 24 août 1905 et mort le 25 avril 1929 à Pula en Istrie dans le royaume d'Italie), est un catholique romain italien et un membre profès de l'Ordre franciscain séculier,.
Son procès de béatification commence dans les années 1970 à Trieste, il est titré serviteur de Dieu. La confirmation de sa vie de vertu héroïque en 1997 permet au pape Jean-Paul II de le nommer Vénérable.
Son nom de famille est également connu sous la forme Bullessich (la forme originale, qu'il a utilisée dans la vie, qui a été italianisée peu avant sa mort).

## Biographie
Egidio Bullesi nait à Pula le 24 août 1905, troisième des neuf enfants de Francesco Bullesi et Maria Diritti ; il est baptisé dans la cathédrale de Pula. Il est issu d'une famille originaire de Svetvinčenat, petite ville d'Istrie ; son père travaille à Pula comme concepteur technique naval,. Deux de ses frères et sœurs sont Maria et Giovanni.
Au déclenchement de la Première Guerre mondiale en 1914, sa ville natale est déclarée zone de guerre, ce qui fait que la plupart de la population de la région est considérée comme réfugiée à la suite de son internement à Rovinj, puis en Hongrie à Szeged, à Wagna et Graz en 1915. Egidio est contraint de rester avec sa mère et ses frères et sœurs tandis que son père est séparé d'eux pour continuer son travail à Pula,. Il fait sa scolarité dans les villes où il est contraint de déménager et fait l'effort d'assister à des cours du soir pour poursuivre ses études malgré les perturbations qu'il subit. Il réussit à s'installer à Rovigo pendant un certain temps.
Egidio Bullesi devient apprenti sur les darses à ses treize ans, à la fin de la guerre en 1919, après que les Bullesi aient pu retourner à Pula. Il reste sept ans dans la ville, durant lesquels il fonde le groupe des scouts catholiques de Pula, qui subsiste jusqu'à la dissolution du scoutisme opéré entre 1927 et 1928 par le fascisme. D'un caractère ouvert et extraverti, il témoigne de sa foi en famille, au travail et à l'école.
En 1920, il rejoint l'Action catholique tout en travaillant également pour les communautés vincentiennes de sa région. À la suite de la rencontre avec quelques frères franciscains et inspiré par la prédication du prêtre franciscain Tito Castagna, il étudie la vie de saint François d'Assise et décide de suivre son exemple en entrant dans le Tiers-Ordre franciscain le 4 octobre 1920, jour de la fête du saint, après l'adhésion de sa sœur Maria. En entrant dans l'ordre, il prend le nom religieux de Ludovico. En 1921, il assiste au Congrès national de Rome pour la cinquantième commémoration de la Jeunesse catholique,,.
En février 1925, il doit à nouveau quitter Pula pour effectuer son service militaire dans les Marina Militare sur le cuirassé Dante Alighieri. Il y organise un groupe de réflexion et de prière et transmet sa passion à Guido Foghin qui est indifférent à la foi et ne pratique plus. Egidio change tellement sa vision de la foi qu'il devient, à sa mort, missionnaire franciscain au Tibet et au Guatemala, changeant son nom en Père Egidio Maria Foghin en sa mémoire.
Après avoir été démobilisé le 15 mars 1927, il devient dessinateur industriel aux chantiers navals de Monfalcone où il est remarqué parmi ses collègues pour son enthousiasme en plus de sa nature pieuse. Dans cette ville, il se consacre avec passion à l'aide aux familles pauvres et marginalisées, s'occupant tout particulièrement de l'éducation des enfants et des adolescents analphabètes,. Il enseigne le catéchisme dans sa paroisse locale.
Il souffre d'une bronchite qui évolue en tuberculose et est hospitalisé à Pula le 29 août 1928. À l'hôpital, il s'occupe de ceux qui en ont besoin malgré l'affaiblissement de son état avec le temps. Il alterne de longs séjours à l'hôpital avec des séjours à domicile avec sa famille. Il accepte la maladie avec une grande sérénité. Il meurt de tuberculose le matin du 25 avril 1929 et est enterré dans l'habit franciscain à Pula,,.
Ses restes sont ensuite transférés en 1974 sur l'île de Barbana près de Grado (Italie). Dans le sanctuaire, au pied de la statue qui lui rend hommage, est rapporté le vers « Vivre en amour c'est naviguer, chaque fois la joie se répandant et riant autour de moi », extrait de son journal et inspiré d'une phrase de sainte Thérèse de Lisieux.

## Processus de béatification
Le procès de béatification s'ouvre le 23 août 1973 ; il obtient le titre de serviteur de Dieu, une fois que la Dicastère pour la Cause des Saints (DCS) a émis le décret « nihil obstat » permettant ainsi l'ouverture de la cause dans le diocèse de Trieste. Le processus cognitif de l'enquête s'ouvre à Trieste le 6 mai 1974 et se termine le 6 décembre 1977, date à laquelle les preuves recueillies sont envoyées au DCS à Rome qui valide ensuite le processus le 10 octobre 1990, comme ayant adhéré à leurs règles de conduite, causes de la sainteté.
La postulation est ensuite compilée et le positio est transmis au DCS à Rome pour une enquête plus approfondie : les théologiens consentent à la cause le 12 novembre 1996, tout comme le DCS le 6 mai 1997. Le pape Jean-Paul II nomme Egidio Bullesi vénérable le 7 juillet 1997, après avoir confirmé qu'il a pratiqué la vertu héroïque au cours de sa vie,.
Le postulateur actuel est le prêtre franciscain Giovangiuseppe Califano.